# پیساره‌وو
پیساره‌وو (انگلیسی: Pisarevo) یک شهرک در شهرستان شارانسکی استان باشقیرستان کشور روسیه است.